# Sanpei Shirato
Sanpei Shirato (白土三平?) (Tokio, 15 de febrero de 1932 - Tokio, 8 de octubre de 2021) fue un mangaka japonés reconocido por su crítica social y sus dibujos con un estilo realista, tanto para sus personajes como con los escenarios. A este estilo se le llama gekiga. Hijo del pintor japonés Okamoto Toki, su sueño de convertirse en un artista igual que su padre le llevó en sus inicios a convertirse en un artista de Kamishibai. También es reconocido por su colaboración en los inicios de la revista antológica de manga "Garo" en el año 1964, la cual tenía un enfoque alternativo al manga comercial conocido en la época.

## Biografía
Sus inicios como mangaka profesional se dieron el año 1957 con el libro El espadachín, cuyo desarrollo estaba basado en hechos históricos, lo que llamó la atención de los estudiantes e intelectuales de ese tiempo. Kamui, El Ninja Desertor, la primera serie publicada en Garo, se podría considerar su trabajo más importante e influyente sobre el manga actual. Es la historia de Kamui, un ninja que huye de una organización que le persigue, donde se ve claramente la base del periodo Edo y la discriminación que se vivía bajo sistema feudal. Los trabajos de Shirato se distinguen mayormente por ser historias dramáticas sobre ninjas que presentan algunos hechos históricos de Japón y que hacen una crítica a las clases oprimidas, la discriminación y la explotación.
Muchos de los trabajos de Shirato llegaron a convertirse en series de anime e incluso películas como el caso de su primer trabajo El espadachín, adaptada por el director japonés Nagisa Oshima. Además, algunos de sus trabajos han sido publicados nuevamente como es el caso de La Leyenda de Kamui, que fue lanzado en los años 1990 por VIZ Media, mientras que otros resultan desconocidos o se encuentran en manos de selectos grupos de personas..

## Trabajos destacados
Ninja bugeicho (1959)

Sasuke (1962)

Kamui, El Ninja Desertor (1964)